# Abrera En Comú
Abrera en Comú és un partit polític que es defineix com "d'esquerres, assembleari i local", amb àmbit territorial el municipi d'Abrera.
Va ser creat el 17 de febrer de 2015 per un grup de ciutadans procedents, en la pràctica, de les assemblees locals dels partits Esquerra Unida, Iniciativa per Catalunya, Procés Constituent i Podem, així com de membres de la PAH (Plataforma d'Afectats per la Hipoteca) i d'altres independents. Abans de les eleccions locals de 2015, Barcelona en Comú s'havia agermanat amb Abrera en Comú i moltes altres "confluències" locals a Catalunya i a l'estat espanyol. Valeri Mena va ser elegit com a cap de llista, i el nou espai es va formar com a coalició anomenada Entesa.
En les eleccions, el partit va obtenir 898 vots i tres regidors, situant-se en tercer lloc al ple, en un empat pràctic amb el Partit Socialista (PSC). En les eleccions de 2019, el partit va obtenir 623 vots i dos regidors, situant-se en quart lloc.
El partit s'ha centrat en temes com la vivenda, l'educació, el medi ambient i la justícia social, i ha promogut la participació ciutadana i la transparència en el procés de presa de decisions.